# Magdala (film)
Pour les articles homonymes, voir Magdala.
Pour plus de détails, voir Fiche technique et Distribution.
Magdala est un film français réalisé par Damien Manivel, sorti en 2022.

## Fiche technique
Sauf indication contraire, les informations mentionnées dans cette section peuvent être confirmées par la base de données cinématographiques IMDb,  présente dans la section « Liens externes ».
- Titre : Magdala
- Réalisation : Damien Manivel
- Scénario : Damien Manivel et Julien Dieudonné
- Photographie : Mathieu Gaudet
- Son : Jérôme Petit et Agathe Poche
- Mixage : Simon Apostolou
- Montage : Damien Manivel
- Production : Martin Bertier et Damien Manivel
- Société de production : MLD Films
- Société de distribution : Météore Films[1]
- Pays de production :  France
- Langue originale : araméen
- Genre : Film dramatique
- Durée : 78 minutes
- Dates de sortie :
  - France : 22 mai 2022 (festival de Cannes) ; 20 juillet 2022 (sortie nationale)

## Distribution
- Elsa Wolliaston : Marie-Madeleine
- Olga Mouak : Marie-Madeleine jeune
- Aimie Lombard : l'ange
- Saphir Shraga : Jésus

## Accueil

### Accueil critique
En France, le site Allociné propose une moyenne de 3,2/5 à partir de l'interprétation des critiques de presse recensées.

## Récompenses et distinctions

### Sélection
- Festival de Cannes 2022 : programmation ACID[3]